# Nowy cmentarz żydowski w Czarnkowie
Nowy cmentarz żydowski w Czarnkowie – kirkut został założony w 1812. Mieści się przy obecnej ul. Os. Ogrodnicze. W czasie okupacji hitlerowskiej został zdewastowany przez Niemców. Zachował się dom przedpogrzebowy. Na jego ścianie zachowały się napisy w języku hebrajskim.